# Оранжерейнинский сельсовет
Оранжере́йнинский сельсове́т — сельское поселение в Икрянинском районе Астраханской области Российской Федерации.
Административный центр — село Оранжереи.

## История
6 августа 2004 года в соответствии с Законом Астраханской области № 43/2004-ОЗ сельсовет наделён статусом сельского поселения.
Законом Астраханской области от 3 июня 2015 года № 32/2015-ОЗ, муниципальные образования «Оранжерейнинский сельсовет» и «Фёдоровский сельсовет» были преобразованы, путём их объединения, в муниципальное образование «Оранжерейнинский сельсовет» с административным центром в селе Оранжереи.

## Население
| 2006  | 2010  | 2012  | 2013  | 2014  | 2015  | 2016  |
| ----- | ----- | ----- | ----- | ----- | ----- | ----- |
| 4942  | ↘4844 | ↘4816 | ↘4813 | ↘4803 | ↗4816 | ↗6385 |
| 2017  | 2018  | 2019  | 2020  | 2021  |       |       |
| ↘6350 | ↘6287 | ↘6226 | ↘6118 | ↗6310 |       |       |

## Состав сельского поселения
В состав сельского поселения входят 5 населённых пунктов:
| № | Населённый пункт | Тип населённого пункта       | Население |
| - | ---------------- | ---------------------------- | --------- |
| 1 | Ниновка          | село                         | ↘668      |
| 2 | Оранжереи        | село, административный центр | ↘4352     |
| 3 | Светлое          | село                         | ↘254      |
| 4 | Фёдоровка        | село                         | ↘682      |
| 5 | Хмелевой         | посёлок                      | ↘371      |